# Коберн, Чарльз
Чарльз Дувилл Ко́берн (англ. Charles Douville Coburn; 19 июня 1877 — 30 сентября 1961) — американский актёр, обладатель премии «Оскар» в 1944 году.

## Биография
Чарльз Коберн родился 19 июня 1877 года в Джорджии в городке Мейкон. Его мать, Луиза Эмма Спригман, имела шотландско-ирландские корни, а отец, Мойсей Дувиль Коберн, судя по всему, был евреем. С ранних лет он стал работать в местном театре, где сперва был гардеробщиком, швейцаром, а также выполнял ряд других подсобных работ. К 18 годам он уже добился большего влияния, став там менеджером. Со временем он стал принимать участие в театральных постановках, а в 1901 году уже дебютировал на Бродвее. В 1905 году вместе с Айвой Уиллс он организовал собственную театральную компанию, а в 1906 году компаньоны стали супругами. Помимо организации и управления их собственного театрального проекта, они вдвоём часто появлялись в бродвейских постановках.
После смерти жены в 1937 году, Коберн переехал в Лос-Анджелес, где вскоре началась его кинокарьера. У Коберна было много успешных ролей в 1940-х годах во многих кинокартинах, среди которых «Леди Ева» (1941), «В этом наша жизнь» (1942), «Небеса могут подождать» (1943), «Дело Парадайна» (1947), «Соблазнённый» (1947), «Зелёная трава Вайоминга» (1948) и «Удар» (1949). Коберн трижды номинировался на премию американской киноакадемии за роли в фильмах «Дьявол и мисс Джонс» (1941), «Зелёные годы» (1946), а в 1944 году стал её обладателем за лучшую мужскую роль второго плана в фильме «Чем больше, тем веселее». В 1950-х годах Коберн снялся в успешных комедиях «Кто-нибудь видел мою девчонку?» (1952), «Обезьяньи шалости» (1952), «Джентльмены предпочитают блондинок» (1953) с Мэрилин Монро в главной роли, и «Вокруг света за 80 дней» (1956). Он также исполнил несколько ролей на телевидении в основном в театральных телепостановках. За свой вклад в кино Чарльз Коберн удостоен звезды на Голливудской аллее славы.
В 1940-х годах Коберн занимал пост вице-президента Кинематографического альянса за сохранение американских идеалов, который выступал против коммунистического прозелитизма в Голливуде в годы «холодной войны».
В 1959 году Коберн женился на Уинфред Натцка, вдове новозеландского оперного певца Оскара Натцка, которая была младше него более чем на 40 лет. Чарльз Коберн скончался 30 августа 1961 года, спустя два года после свадьбы, от инфаркта в Нью-Йорке.

## Награды
- Оскар 1944 — «Лучший актёр второго плана» («Чем больше, тем веселее»)